# TSV Schilksee
El TSV Schilksee es un equipo de fútbol de Alemania que juega en la Schleswig-Holstein-Liga, una de las ligas que conforman la quinta división de fútbol en importancia en el país.

## Historia
Fue fundado en el año 1947 en la ciudad de Kiel y es un club miltideportivo que cuenta con secciones en natación, balonmano y tenis de mesa.
El club estuvo gran parte de su historia como un equipo amateur que a mediados de la década del 2000 estuvo rondando la octava categoría del fútbol alemán hasta que desde el 2009 obutuvo tres ascensos en cuatro temporadas hasta llegar a la Schleswig-Holstein-Liga (V) en el año 2013. En la temporada 2014/15 lograron clasificar a la promoción para la Regionalliga Nord, la cual obtuvo.
En la Regionalliga Nord estuvieron tan solo una temporada luego de quedar en el lugar 18 en la temporada 2015/16.
Anteriormente el club contó con una sección de fútbol femenil, la cual jugó la copa alemana en un par de ocasiones.

## Palmarés
- Schleswig-Holstein-Liga: 1

2015
- Verbandsliga Schleswig-Holstein-Nord-Ost: 1

2013